# Josimar Rosado da Silva Tavares
Josimar Rosado da Silva Tavares, mais conhecido como Josimar (Pelotas, 18 de agosto de 1986 — La Unión, 28 de novembro de 2016) foi um futebolista brasileiro que atuou como volante. Sua última atuação foi pela Chapecoense.

## Carreira
Sua primeira oportunidade no Internacional foi em 2007, aos 20 anos, jogando pelo time B que representou o clube nas primeiras rodadas do Gauchão. Depois disso, teve passagens de empréstimo por Brasil de Pelotas, Fortaleza, e Al-Watani, da Arábia Saudita.
Retornou ao Inter em 2009, sendo titular no meio-campo do time B, durante a Copa Arthur Dallegrave (FGF), na qual o Inter foi campeão. Com a conquista do título estadual, o grupo B representou o Internacional nas primeiras partidas do Gauchão 2010, com Josimar novamente no comando do meio-campo colorado. Com boas atuações rapidamente subiu ao time principal.
Em maio de 2010, é anunciado seu empréstimo à Ponte Preta para a disputa da Série B do Brasileirão.
Voltou ao Internacional em 2012. Disputou posição no meio-campo colorado, tendo sido inscrito na Pré-Libertadores. Apesar de ter sido trocado por Dátolo na lista de inscritos da competição, continuou sendo relacionado pelo técnico Dorival Júnior. Com a classificação colorada nas oitavas de final da Libertadores, foi reinscrito.
Depois de anos no Inter, Josimar marcou seu primeiro gol pelo clube em partidas oficiais no dia 2 de setembro de 2012, em partida contra o Flamengo. Na ocasião, o Inter venceu por 4–1. Em 2013, ganhou sequência como titular pelo técnico Dunga, tendo ido ao ataque e arriscando chutes a gol.
Em 2014, por indicação do técnico Gilson Kleina , com quem trabalhou na Ponte Preta, foi emprestado ao Palmeiras até o final do ano. Após a goleada sofrida de 6–0 para o Goiás, Josimar acabou sofrendo tentativas de agressão e foi repassado seu empréstimo para a Ponte Preta.

## Morte
Ver Artigo Principal: Voo 2933 da Lamia
Josimar foi uma das vítimas fatais da queda do Voo 2933 da Lamia, no dia 28 de novembro de 2016. A aeronave transportava a equipe do Chapecoense para Medellin, onde disputaria a primeira partida da final da Copa Sul-Americana de 2016. Além da equipe da Chapecoense, a aeronave também levava 21 jornalistas brasileiros que cobririam a partida contra o Atlético Nacional (COL).

## Estatísticas
Até 2 de março de 2016.

### Clubes
| Clube             | Temporada         | Campeonato nacional | Campeonato nacional | Campeonato nacional | Copa nacional[a] | Copa nacional[a] | Copa nacional[a] | Competições continentais[b] | Competições continentais[b] | Competições continentais[b] | Outros torneios[c] | Outros torneios[c] | Outros torneios[c] | Total | Total | Total   |
| Clube             | Temporada         | Jogos               | Gols                | Assist.             | Jogos            | Gols             | Assist.          | Jogos                       | Gols                        | Assist.                     | Jogos              | Gols               | Assist.            | Jogos | Gols  | Assist. |
| ----------------- | ----------------- | ------------------- | ------------------- | ------------------- | ---------------- | ---------------- | ---------------- | --------------------------- | --------------------------- | --------------------------- | ------------------ | ------------------ | ------------------ | ----- | ----- | ------- |
| Internacional B   | 2007              | —                   | —                   | —                   | —                | —                | —                | —                           | —                           | —                           | 0                  | 0                  | 0                  | 0     | 0     | 0       |
| Internacional B   | Total             | 0                   | 0                   | 0                   | 0                | 0                | 0                | 0                           | 0                           | 0                           | 0                  | 0                  | 0                  | 0     | 0     | 0       |
| Brasil de Pelotas | 2008              | 12                  | 0                   | 0                   | —                | —                | —                | —                           | —                           | —                           | —                  | —                  | —                  | 12    | 0     | 0       |
| Brasil de Pelotas | Total             | 12                  | 0                   | 0                   | 0                | 0                | 0                | 0                           | 0                           | 0                           | 0                  | 0                  | 0                  | 12    | 0     | 0       |
| Fortaleza         | 2008              | 5                   | 0                   | 0                   | —                | —                | —                | —                           | —                           | —                           | —                  | —                  | —                  | 5     | 0     | 0       |
| Fortaleza         | Total             | 5                   | 0                   | 0                   | 0                | 0                | 0                | 0                           | 0                           | 0                           | 0                  | 0                  | 0                  | 5     | 0     | 0       |
| Al-Watani         | 2008–09           | 15                  | 0                   | 0                   | —                | —                | —                | —                           | —                           | —                           | —                  | —                  | —                  | 15    | 0     | 0       |
| Al-Watani         | Total             | 15                  | 0                   | 0                   | 0                | 0                | 0                | 0                           | 0                           | 0                           | 0                  | 0                  | 0                  | 15    | 0     | 0       |
| Internacional B   | 2009              | —                   | —                   | —                   | —                | —                | —                | —                           | —                           | —                           | 1                  | 2                  | 0                  | 1     | 2     | 0       |
| Internacional B   | Total             | 0                   | 0                   | 0                   | 0                | 0                | 0                | 0                           | 0                           | 0                           | 1                  | 2                  | 0                  | 1     | 2     | 0       |
| Internacional     | 2010              | —                   | —                   | —                   | —                | —                | —                | —                           | —                           | —                           | 5                  | 0                  | 0                  | 5     | 0     | 0       |
| Internacional     | Total             | 0                   | 0                   | 0                   | 0                | 0                | 0                | 0                           | 0                           | 0                           | 5                  | 0                  | 0                  | 5     | 0     | 0       |
| Ponte Preta       | 2010              | 33                  | 0                   | 0                   | —                | —                | —                | —                           | —                           | —                           | —                  | —                  | —                  | 33    | 0     | 0       |
| Ponte Preta       | 2011              | 24                  | 3                   | 0                   | 1                | 0                | 0                | —                           | —                           | —                           | 21                 | 0                  | 0                  | 46    | 3     | 0       |
| Ponte Preta       | Total             | 57                  | 3                   | 0                   | 1                | 0                | 0                | 0                           | 0                           | 0                           | 21                 | 0                  | 0                  | 79    | 3     | 0       |
| Internacional     | 2012              | 15                  | 1                   | 0                   | —                | —                | —                | 0                           | 0                           | 0                           | 5                  | 0                  | 0                  | 20    | 1     | 0       |
| Internacional     | 2013              | 22                  | 0                   | 0                   | 5                | 0                | 1                | —                           | —                           | —                           | 14                 | 2                  | 1                  | 40    | 2     | 2       |
| Internacional     | 2014              | —                   | —                   | —                   | —                | —                | —                | —                           | —                           | —                           | 1                  | 0                  | 0                  | 1     | 0     | 0       |
| Internacional     | Total             | 37                  | 1                   | 0                   | 5                | 0                | 1                | 0                           | 0                           | 0                           | 20                 | 2                  | 1                  | 62    | 3     | 2       |
| Palmeiras         | 2014              | 10                  | 0                   | 0                   | 3                | 0                | 2                | —                           | —                           | —                           | 2                  | 0                  | 0                  | 15    | 0     | 2       |
| Palmeiras         | Total             | 10                  | 0                   | 0                   | 3                | 0                | 2                | 0                           | 0                           | 0                           | 2                  | 0                  | 0                  | 15    | 0     | 2       |
| Ponte Preta       | 2015              | 19                  | 0                   | 1                   | 3                | 0                | 0                | 0                           | 0                           | 0                           | 12                 | 1                  | 0                  | 34    | 1     | 1       |
| Ponte Preta       | Total             | 19                  | 0                   | 1                   | 3                | 0                | 0                | 0                           | 0                           | 0                           | 12                 | 1                  | 0                  | 34    | 1     | 1       |
| Chapecoense       | 2016              | 0                   | 0                   | 0                   | 0                | 0                | 0                | 0                           | 0                           | 0                           | 7                  | 0                  | 0                  | 7     | 0     | 0       |
| Chapecoense       | Total             | 0                   | 0                   | 0                   | 0                | 0                | 0                | 0                           | 0                           | 0                           | 7                  | 0                  | 0                  | 7     | 0     | 0       |
| Total na carreira | Total na carreira | 155                 | 4                   | 1                   | 12               | 0                | 3                | 0                           | 0                           | 0                           | 68                 | 5                  | 1                  | 235   | 9     | 5       |

- a. ^ Jogos da Copa do Brasil
- b. ^ Jogos da Copa Libertadores da América e Copa Sul-Americana
- c. ^ Jogos do Campeonato Gaúcho, Copa FGF, Campeonato Paulista, Amistoso, Copa EuroAmericana e Campeonato Catarinense

## Títulos
Internacional B
- Copa FGF: 2009

Internacional
- Taça Farroupilha: 2012 e 2013
- Campeonato Gaúcho: 2012 e 2013
- Taça Piratini: 2013

Chapecoense
- Campeonato Catarinense: 2016
- Copa Sul-Americana: 2016[7]